# Dom Starościński w Radomiu
Dom Starościński – zabytkowy budynek znajdujący się w Radomiu, przy ulicy Grodzkiej 8.

## Historia
Pierwotny budynek został wybudowany w połowie XIV wieku i był częścią zabudowań Zamku Królewskiego. Znajdowały się w nim pomieszczenia gospodarcze – na parterze dwie kuchnie, zaś na piętrze dwa pomieszczenia, z których jedno połączone było z gankiem prowadzącym do tzw. Domu Wielkiego (którego relikty zachowały się do dziś). Nazwa budynku pochodzi od jego funkcji z czasów, gdy radomski zamek był królewską rezydencją. W tym okresie właściwy Zamek pełnił rolę mieszkania króla, zaś zamkowa oficyna byłą siedzibą jego przedstawiciela w Radomiu – starosty. Na przestrzeni lat budynek pełnił różne funkcje. W 1827 zajmowała go Fabryka Wyrobów Bawełnianych należąca do Selima Blocha, ojca króla kolei żelaznych, Jana Bogumiła Blocha. Od 1848 roku w budynku mieściła się szkoła elementarna. Pierwotny gmach przetrwał aż do połowy XIX wieku, kiedy rozebrano go, a na jego fundamentach wzniesiono istniejący do dziś budynek. W 1939 roku budynek przez kilka miesięcy był siedzibą Muzeum Miejskiego. Po II wojnie światowej obiekt zajmowany był przez pogotowie opiekuńcze. W 2010 roku rozpoczęto badania archeologiczne i przygotowania do remontu budynku, który zakończono w czerwcu 2012 roku. Po remoncie Dom Starościński stał się siedzibą radomskiej placówki badawczej Instytutu Archeologii i Etnologii Polskiej Akademii Nauk, Zespołu Naukowego do Badań Dziejów Radomia oraz Rewitalizacji Sp. z o.o. W średniowiecznych piwnicach urządzono wystawę z eksponatami pozyskanymi w trakcie wykopalisk prowadzonych na obszarze Miasta Kazimierzowskiego.

## Architektura i otoczenie
Dom Starościński to dwukondygnacyjna, dziewiętnastowieczna kamienica nakryta mansardowym dachem. Fasady zdobi boniowanie oraz gzymsy okienne. Budynek z dwóch stron otaczają skwery, na jednym z nich umieszczono makietę przedstawiającą Zamek Królewski według stanu z XVII wieku.